# Atelopus simulatus
Atelopus simulatus is een kikker uit de familie padden (Bufonidae) en het geslacht klompvoetkikkers (Atelopus). De soort werd voor het eerst wetenschappelijk beschreven door Pedro Miguel Ruíz-Carranza en Mariela Osorno-Muñoz in 1994. Omdat de soort pas sinds recentelijk is beschreven wordt de kikker in veel literatuur nog niet vermeld.
Atelopus simulatus leeft in delen van Zuid-Amerika en komt endemisch voor in Colombia. De kikker is bekend van een hoogte van 2500 tot 2800 meter boven zeeniveau. De soort komt in een relatief klein gebied voor en is hierdoor kwetsbaar. Door de internationale natuurbeschermingsorganisatie IUCN wordt de soort beschouwd als 'Kritiek'.
Atelopus simulatus kwam voor 1999 algemeen voor, maar er is sindsdien slechts een enkel exemplaar waargenomen, ondanks intensief veldwerk.